# Сьова (селище)
Сьо́ва (Сьовінський лісоучасток; рос. Сёва) — селище в Глазовському районі Удмуртії, Росія.
Станом на 2002 рік селище перебувало у складі Афанасьєвського району Кіровської області.

## Населення
Населення — 201 особа (2010; 322 в 2002).
Національний склад станом на 2002 рік:
- росіяни — 100 %

## Урбаноніми[3]
- вулиці — Горьківська, Зарічна, Молодіжна, Набережна, Півічна